# Enguerrand de Metz
Enguerrand ou Angilram ou Angelramme était un évêque de Metz, mort en 791. Il a participé à la renaissance carolingienne. Saint catholique, sa fête est célébrée le 25 octobre.

## Hagiographie
Moine de l'abbaye de Saint-Avold, le roi Pépin le Bref le fait nommer évêque de Metz par le pape en 768. Il reçoit du pape le titre d'archevêque. En 770 il devient le septième abbé de Senones (768-785).
Il devient un grand ami et proche collaborateur de Charlemagne, il accompagne celui-ci dans tous ses voyages. En 784, il devient son chapelain, puis archichapelain.
Il crée un scriptorium de la cathédrale de Metz. Vers 783, il demande à Paul Diacre d'y rédiger les Gesta episcoporum Mettensium pour narrer l'histoire des évêques de Metz et de la dynastie carolingienne. Cet évêque contribue notamment à remplacer l'ancien chant gallican par le chant messin, né à Metz et l'origine du chant grégorien, afin de parachever la liturgie selon le rite romain dans l'empire.
Vers 785 il aurait remis au pape Adrien Ier le Capitula Angilramni, un recueil de droit canon touchant au ministère des évêques. Il l'aurait rédigé pour se défendre de ceux qui l'accusaient de violer ce droit canon en résidant auprès de Charlemagne et non dans son diocèse de Metz. Le Capitula est aujourd'hui considéré comme un faux du IXe siècle, de même origine que les fausses décrétales.
Il a rédigé une des premières révisions de la Bible.
Il meurt en octobre 791 dans l'actuelle Hongrie au cours d'une campagne de Charlemagne contre les Avars. Son corps est ramené et inhumé à Saint-Avold, son monastère d'origine, dans l'église qu'il avait fait construire à l'emplacement actuel de l'église abbatiale Saint-Nabor.
Un vide épiscopal se crée à sa mort, qui va durer jusqu’en 816. Il est possible que Charlemagne ait laissé le siège du duché vacant car il souhaitait en contrôler le gouvernement et les revenus, songeant un temps à faire de Metz la capitale de son royaume avant de se fixer au palais d'Aix-la-Chapelle.